# Lista över bidrag till Oscarsgalan 1957 för bästa icke-engelskspråkiga film
Detta är en lista över bidrag till Oscarsgalan 1957 för bästa icke-engelskspråkiga film.

## Bidrag
| Land         | Filmtitel                    | Originaltitel                          | Språk      | Regissör             | Resultat       |
| ------------ | ---------------------------- | -------------------------------------- | ---------- | -------------------- | -------------- |
| Danmark      | Qivitog - flykting i fjällen | Qivitog - fjeldgængeren                | Danska     | Erik Balling         | Nominerad      |
| Filippinerna | Anak Dalita                  | Anak Dalita                            | Tagalog    | Lamberto V. Avellana | Inte nominerad |
| Frankrike    | Gervaise                     | Gervaise                               | Franska    | René Clément         | Nominerad      |
| Italien      | La strada (Landsvägen)       | La strada                              | Italienska | Federico Fellini     | Vann Oscar     |
| Japan        | Biruma no tategoto           | ビルマの竪琴 (Biruma no tategoto)      | Japanska   | Kon Ichikawa         | Nominerad      |
| Spanien      | Tarde de toros               | Tarde de toros                         | Spanska    | Ladislao Vajda       | Inte nominerad |
| Sverige      | Ratataa                      | Ratataa eller The Staffan Stolle Story | Svenska    | Hasse Ekman          | Inte nominerad |
| Västtyskland | Kuppen i Köpenick            | Der Hauptmann von Köpenick             | Tyska      | Helmut Käutner       | Nominerad      |